# Moritz Moos
Moritz Moos (Maguncia, 15 de marzo de 1994) es un deportista alemán que compitió en remo.
Ganó dos medallas en el Campeonato Mundial de Remo, en los años 2013 y 2018, y una medalla de plata en el Campeonato Europeo de Remo de 2016.

## Palmarés internacional
| Campeonato Mundial | Campeonato Mundial      | Campeonato Mundial | Campeonato Mundial  |
| Año                | Lugar                   | Medalla            | Prueba              |
| ------------------ | ----------------------- | ------------------ | ------------------- |
| 2013               | Chungju (Corea del Sur) | Medalla de plata   | Cuatro scull ligero |
| 2018               | Plovdiv (Bulgaria)      | Medalla de oro     | Cuatro scull ligero |
| Campeonato Europeo |                         |                    |                     |
| Año                | Lugar                   | Medalla            | Prueba              |
| 2016               | Brandeburgo (Alemania)  | Medalla de plata   | Doble scull ligero  |